# Guerra Austro-Polonesa

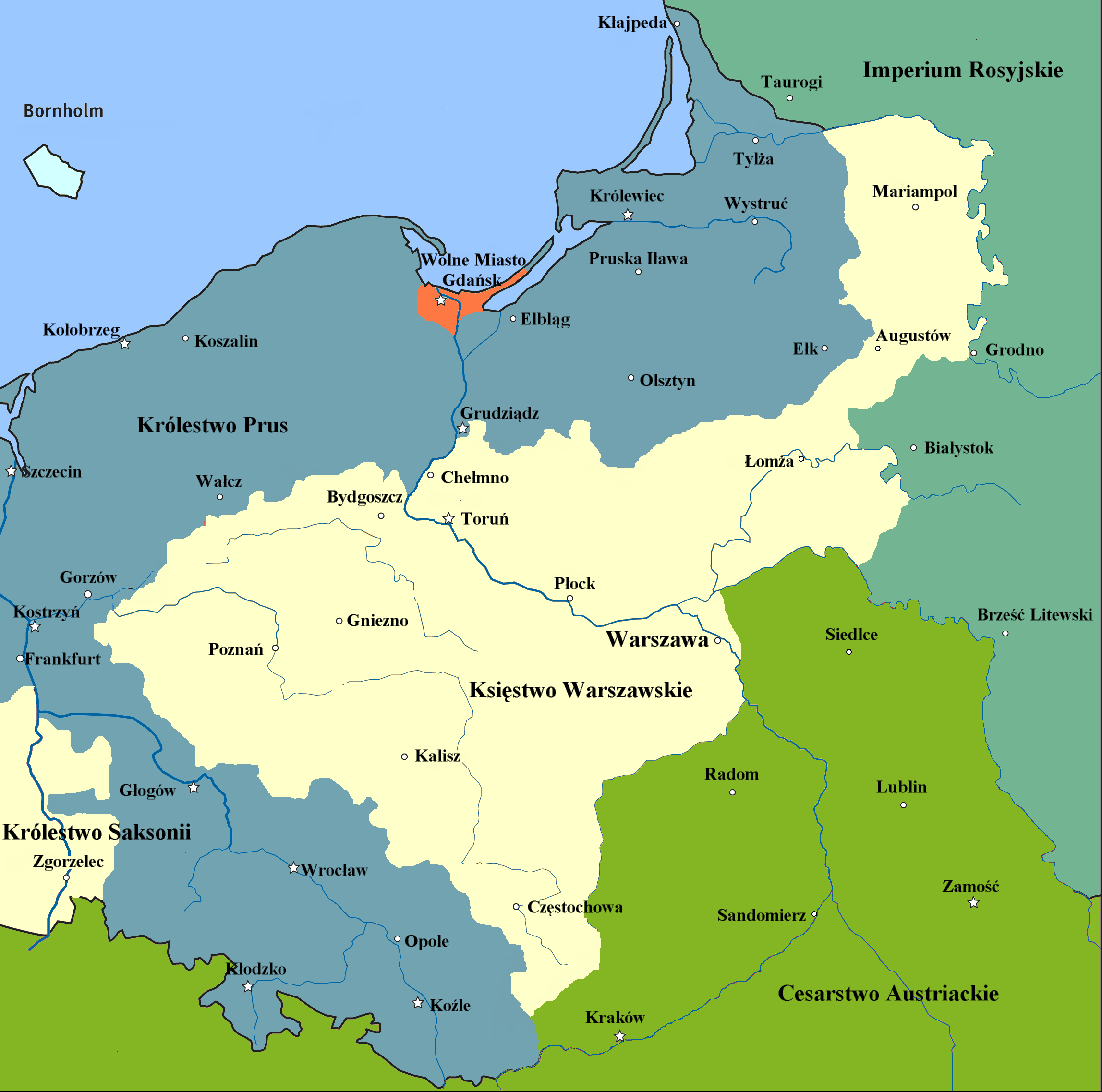
Ducado de Varsóvia 1807–1809

a Guerra Austro-Polonesa ou Guerra Polaco-Austríaca foi uma guerra parte da Guerra da Quinta Coligação em 1809 (uma coligação entre o Império Austríaco e Reino Unido contra a França Imperial de Napoleão Bonaparte e seus estados aliados). nesta guerra, as forças Polonesas do estado aliado a Napoleão Ducado de Varsóvia e auxiliada pelas forças do Reino da Saxónia, lutaram contra a Áustria e em junho o Império Russo entra na guerra contra a Áustria. as forças Polonesas resistiram aos ataques Austríacos em Varsóvia derrotando eles em Raszyn, então abandonando Varsóvia para reconquistar partes da Pré-Partição Polonesa incluindo Cracóvia e Lviv, forçando os Austríacos a abandonar Varsóvia em uma perseguição inútil. 

## A guerra
O Exército do Ducado de Varsóvia foi enfraquecido quando o corpo francês que o guarnecia foi enviado para a Espanha em 1808, e apenas as forças polonesas do próprio ducado permaneceram nele.  Com o início da Guerra da Quinta Coligação, um corpo austríaco sob o comando do Arquiduque Ferdinando Carlos José da Áustria-Este invadiu o território do Ducado de Varsóvia em 14 de abril de 1809, enfrentando os defensores poloneses (soldados sob o comando do príncipe Józef Antoni Poniatowski). 
Após a Batalha de Raszyn em 19 de abril, onde as tropas polonesas de Poniatowski paralisaram uma força austríaca com o dobro de seu número (mas nenhum dos lados derrotou o outro decisivamente), as forças polonesas recuaram, permitindo que os austríacos ocupassem a capital do ducado, Varsóvia, pois Poniatowski decidiu que a cidade seria difícil de defender e, ao invéz disso, decidiu manter seu exército móvel no campo e enfrentar os austríacos em outros lugares, cruzando para a margem oriental (direita) do Vístula. De fato, a capital do ducado foi tomada pelo exército austríaco com pouca oposição, mas foi uma vitória de Pirro para eles, já que o comandante austríaco desviou a maior parte de suas forças para lá às custas de outras frentes. Fernando guarneceu Varsóvia com 10.000 soldados e dividiu as suas forças restantes, enviando 6.000 corpos para a margem direita do Vístula, e o resto para Toruń e outros alvos na margem esquerda. 
Em uma série de batalhas (em Radzymin, Grochów e Ostrówek), as forças polonesas derrotaram elementos do exército austríaco, forçando os austríacos a recuar para o lado ocidental do rio. Primeiro, um grande ataque às pontes no subúrbio de Praga, em Varsóvia, por uma força austríaca de 6.000 homens que havia cruzado o rio anteriormente foi interrompido por 1.000 defensores fortificados poloneses. Logo depois, as forças austríacas que sitiavam Praga foram derrotadas pelo general Michał Sokolnicki, primeiro na Batalha de Grochów (em 26 de abril), mais tarde, quando o exército austríaco tentou perseguir os poloneses de Sokolnicki, foi derrotado em 2 e 3 de maio na Batalha de Góra Kalwaria (na qual os poloneses também destruíram a ponte parcialmente construída pelos austríacos, juntamente com seu equipamento de engenharia).  Isto deixou a iniciativa na margem direita firmemente com os polacos.
Nas semanas seguintes, a Grande Polônia foi defendida pelo Corpo do General Henryk Dąbrowski, enquanto Poniatowski deixou apenas uma pequena força de proteção guardando pontes no Vístula e moveu o resto de suas forças para o sul.  Fernando fez mais algumas tentativas, tentando estabelecer uma cabeça de ponte do outro lado do Vístula, mas todas foram derrotadas. As forças polacas impediram com sucesso os austríacos de atravessar o rio e, mantendo-se perto do Vístula para controlar a situação, invadiram o território austríaco fracamente defendido a sul, na retaguarda das forças austríacas, tomando partes dos territórios polacos recentemente divididos.  As forças polacas tomaram as principais cidades de Lublin (14 de maio), Sandomierz (18 de maio), Zamość (20 de maio) e Lviv (27 de maio).  Uma administração polonesa e formações militares foram rapidamente organizadas nos territórios tomados, enquanto os generais Jan Henryk Dąbrowski e Józef Zajączek comandavam as unidades que retardavam os austríacos na margem ocidental do Vístula. 
Eventualmente, o principal exército austríaco sob o comando do arquiduque Fernando, incapaz de avançar mais na margem esquerda e correndo o risco de ter suas linhas de suprimento cortadas por Poniatowski, foi forçado a abandonar o cerco de Toruń, abandonar Varsóvia (em 1º de junho) e mover-se para o sul, planejando enfrentar o exército polonês ao sul na Galícia e em algum momento se fundir com o principal exército austríaco operando mais a oeste.   Poniatowski decidiu não enfrentar as forças austríacas, concentrando-se em vez disso em tomar o máximo possível da Galiza. 
Em 3 de junho, as forças russas também cruzaram a fronteira austríaca para a Galícia, tentando impedir que os poloneses ganhassem muita força e esperando tomar alguns territórios controlados pela Áustria, sem intenção de devolvê-los após a guerra. As forças russas estavam, em teoria, honrando uma estipulação do Tratado de Tilsit que exigia que a Rússia se unisse à França no caso de uma violação da paz pela Áustria, mas as forças russas e austríacas ainda se consideravam aliadas de fato. O comandante no teatro, Sergei Golitsyn, tinha instruções para ajudar os polacos o mínimo possível.  
Os austríacos conseguiram derrotar Zajączek na Batalha de Jedlińsk em 11 de junho e retomaram Sandomierz (em 18 de junho) e Lwów, mas não conseguiram enfrentar Poniatowski, que entretanto havia tomado Kielce e Cracóvia (15 de julho).   O corpo de Zajączek se juntaria ao de Poniatowski em 19 de junho, e ao de Dąbrowski e Sokolnicki em 3 e 4 de julho.  Os austríacos foram finalmente interceptados e derrotados pelos franceses na Batalha de Wagram (5 de julho – 6 de julho). 
Em 5 de julho de 1809, as forças austríacas operando na Polônia somavam 18.700 soldados de infantaria, 2.400 de cavalaria e 66 peças de artilharia. O total de 23.200 soldados foi organizado em 26 batalhões de infantaria e 28 esquadrões em 4 regimentos de cavalaria. A ordem da batalha está listada abaixo. 
VII Armeekorps: Feldmarschall-Leutnant Arquiduque Fernando Karl José da Áustria-Este
- Reserva de Artilharia: Comandante desconhecido
  - Duas baterias de posição de 12 libras (12 canhões)
  - Bateria de posição 6-pdr (6 armas)
  - Bateria de cavalaria de 3 libras (6 canhões)
- Divisão: Feldmarschall-Leutnant Johann Friedrich von Mohr
  - Artilharia Divisional: bateria de cavalaria de 3 libras (6 canhões)
  - Brigada: General-Major Kelgrer 
    - 1º Regimento de Infantaria Grenz da Valáquia nº 16 (2 batalhões)
    - Regimento de Infantaria Vukassovich nº 48 (3 batalhões)

  - Brigada: Comandante desconhecido
    - 2º Regimento de Infantaria Grenz da Valáquia nº 17 (2 batalhões)
    - Regimento de Hussardos Szekler Grenz # 11 (8 esquadrões)

  - Brigada: Comandante desconhecido
    - 1º Regimento de Infantaria Szekler Grenz nº 14 (2 batalhões)
    - 2º Regimento de Infantaria Szekler Grenz nº 15 (2 batalhões)
    - Bateria de brigada de 3 libras (8 canhões)
- Divisão: Feldmarschall-Leutnant Ludwig von Mondet 
  - Artilharia Divisional: bateria de posição de 6 libras (6 canhões)
  - Brigada: General-Major Karl Leopold Civalart d'Happoncourt
    - Regimento de Infantaria Davidovich nº 34 (3 batalhões)
    - Regimento de Infantaria Weidenfeld nº 37 (3 batalhões)
    - Bateria de brigada de 6 libras (8 canhões)

  - Brigada: General-Major Franz von Pflacher
    - Regimento de Infantaria De Ligne # 30 (3 batalhões)
    - Regimento de Infantaria Strauch nº 24 (3 batalhões)
    - Regimento de Infantaria Kottulinsky nº 41 (3 batalhões)
    - Bateria de brigada de 6 libras (8 canhões)
- Divisão: Feldmarschall-Leutnant Karl August von Schauroth
  - Artilharia Divisional: bateria de cavalaria de 6 libras (6 canhões)
  - Brigada: Comandante desconhecido
    - Regimento de Hussardos Palatinais nº 12 (8 esquadrões)

  - Brigada: Comandante desconhecido
    - Regimento de Cuirassier Somariva nº 5 (6 esquadrões)
    - Regimento Cuirassier de Lothringen nº 7 (6 esquadrões)

O general Józef Poniatowski tornou-se um herói nacional na Polónia após esta campanha.  Ele também recebeu um sabre cerimonial de Napoleão por suas vitórias. 
No rescaldo do Tratado de Schönbrunn, parte do território libertado pelas forças polacas foi devolvido à Áustria, no entanto a Galiza Ocidental foi incorporada no Ducado de Varsóvia. 

## Links externos
- Media relacionados com Guerra Austro-Polonesa no Wikimedia Commons